# Карасакал (род)
Карасакал (каз. қарасақал) — казахский род, являющийся одним из шести подразделений ветви Алимулы племени Алшын в составе Младшего жуза. Род делится на три подрода Сарбас, Пусырман, Шынгир.

## История
Согласно шежире известного акына Еримбета, к Алимулы относятся Жаманак (Шекты), Карамашак (Торткара), Айнык (Карасакал), Уланак (Каракесек), Тегинболат (Карасакал), Тойкожа (Ак кете). В 1748 году М. Тевкелев пишет: «Сильный род алчин, а алчин разделяется надвое, то есть каракисяк и байулы. Каракисяк всех сильнее, исчисляется шесть родов, а имянно: чекли, каракисяк, чюмекей, дюрткара, каракете, карасакал…».
Алимулы наряду с байулы представляют собой одно из двух крупных родоплеменных групп в составе алшынов. Рядом авторов аргументирована точка зрения о тождестве алшынов и алчи-татар, живших в Монголии до XIII в. Согласно шежире, приводимому Ж. М. Сабитовым, все алшынские роды в составе алимулы и байулы происходят от Алау из племени алшын, жившего в XIV в. во времена Золотоордынского хана Джанибека.
Судя по гаплогруппе C2-M48, прямой предок алшынов по мужской линии происходит родом с Восточной Азии (близка калмыкам и найманам рода сарыжомарт), но не является близким нирун-монголам (субклад С2-starcluster). Генетически племенам алимулы и байулы из народов Центральной Азии наиболее близки баяты, проживающие в аймаке Увс на северо-западе Монголии. Основной гаплогруппой для карасакал является C-Y15552 (которая также является общеалшынской).

## География расселения
Представители рода Карасакал исторически проживают в Казалинском и Аральском районах Кызылординской области, Шалкарском районе Актюбинской области и в Республике Каракалпакстан Узбекистана, а также по всей территории Казахстана.

## Численность
До революции 1917 года численность населения рода составляла 10-15 тысяч человек.

## Подразделения
Род делится на три подрода: Сарбас, Пусырман, Шынгир.

## Известные представители
- Еримбет Колдейбекулы (1844—1916) — поэт, акын, общественный деятель. Происходит из подрода Сарбас.[7]
- Гани Муратбаев — известный общественный и политический деятель, основатель комсомола в Казахской ССР, Секретарь ЦК комсомола Туркестана (Туркестанской Республики), г. Ташкент, в дальнейшем один из руководителей КИМ и ВЛКСМ СССР, г. Москва. Происходит из подрода Шынгир.
- Карасакал Еримбет — акын, жырау, жыршы.
- Шагырай батыр (1710—1800) — батыр, бий